# 5-я Туркестанская кавалерийская дивизия
5-я Туркестанская кавалерийская дивизия — соединение кавалерии РККА, созданное во время Гражданской войны в России 1918—1920 годов. Являлось маневренным средством в руках фронтового и армейского командования для решения оперативных и тактических задач.

## Командный состав 5-й Туркестанской кавалерийской дивизии
- 5-я Туркестанская кавалерийская дивизия

### Начальники дивизии
- Кузнецов Александр Фёдорович — с 9 августа 1919 года по 6 февраля 1920 года[1]
- Чугунов Пётр Петрович — с 6 февраля 1920 года по 21 апреля 1920 года[1]
- Ушаков Константин Петрович, врид — с 21 апреля 1920 года по 16 июля 1920 года[1]

### Военкомы дивизии
- Папан Болеслав — с 9 августа 1919 года по 20 августа 1919 года[1]
- Бугай Герман — с 22 августа 1919 года по 6 января 1920 года[1]
- Тишкин Иван Тимофеевич — с 6 января 1920 года по 6 января 1920 года[1]

### Начальники штаба дивизии
- Малышев Степан Саввич — с 9 августа 1919 года по 3 апреля 1920 года[1]
- Борисов Сергей Васильевич — с 3 апреля 1920 года по 16 июля 1920 года[1]